# Zorzines sinuolata
Zorzines sinuolata är en fjärilsart som beskrevs av Inoue 1989. Zorzines sinuolata ingår i släktet Zorzines och familjen nattflyn. Inga underarter finns listade i Catalogue of Life.